# ورزشگاه اوکاتایتیا
ورزشگاه اوکاتایتیا (به لاتین: Aukštaitija Stadium) یک ورزشگاه در لیتوانی است که در پانه‌وژیس واقع شده‌است.